# Geosesarma malayanum
Geosesarma malayanum is een krabbensoort uit de familie van de Sesarmidae. De wetenschappelijke naam van de soort is voor het eerst geldig gepubliceerd in 1986 door Ng & Lim, in Ng.
De soort is een nepenthofiel en voedt zich voornamelijk met verdronken dieren in de vangbekers van Nepenthes-planten.